# Pinnstol

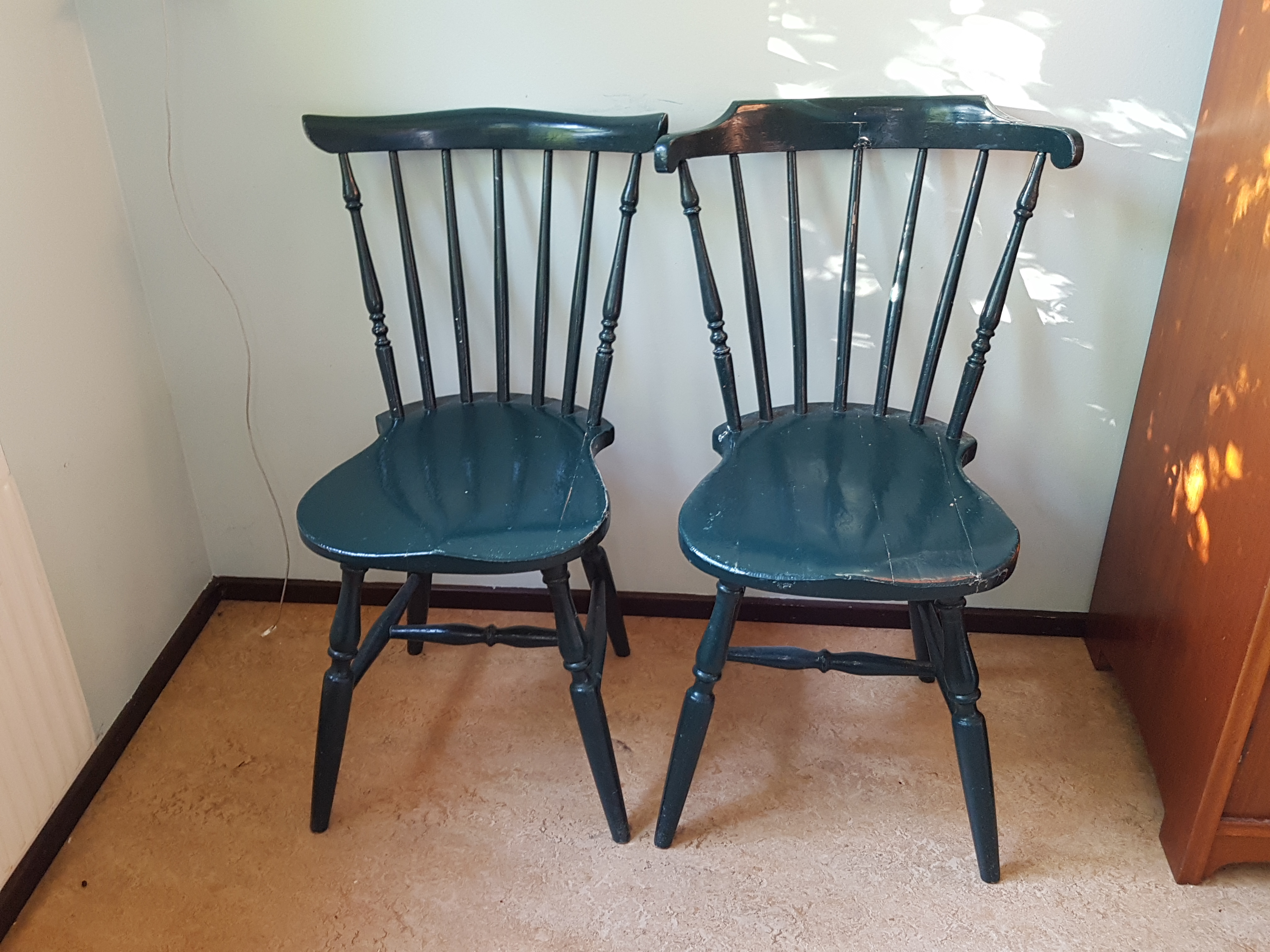
Pinnstolar av 1800-talsmodell, senare målning. Den högra är av den modell som började tillverkas i Småland på 1850-talet.

Tre pinnstolar i björk - Hallwylska museet. Modell från sent 1800-tal.

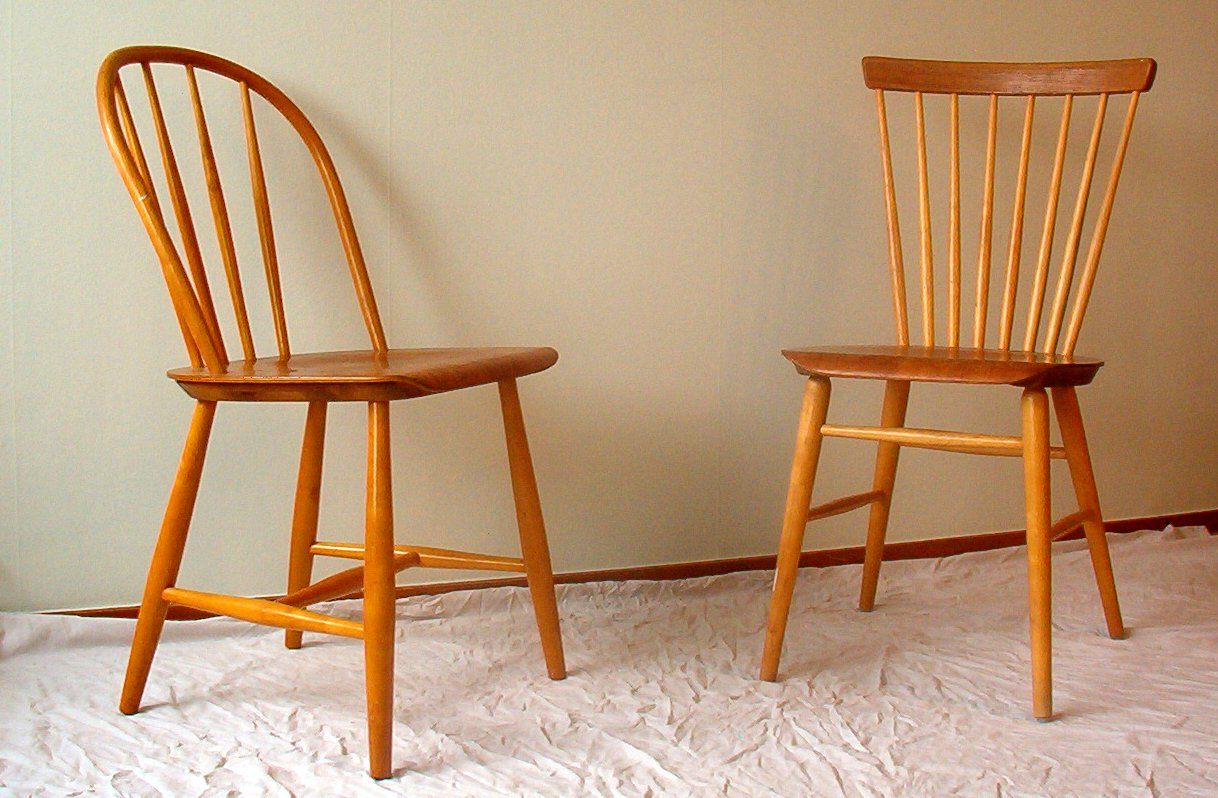
Moderna pinnstolar

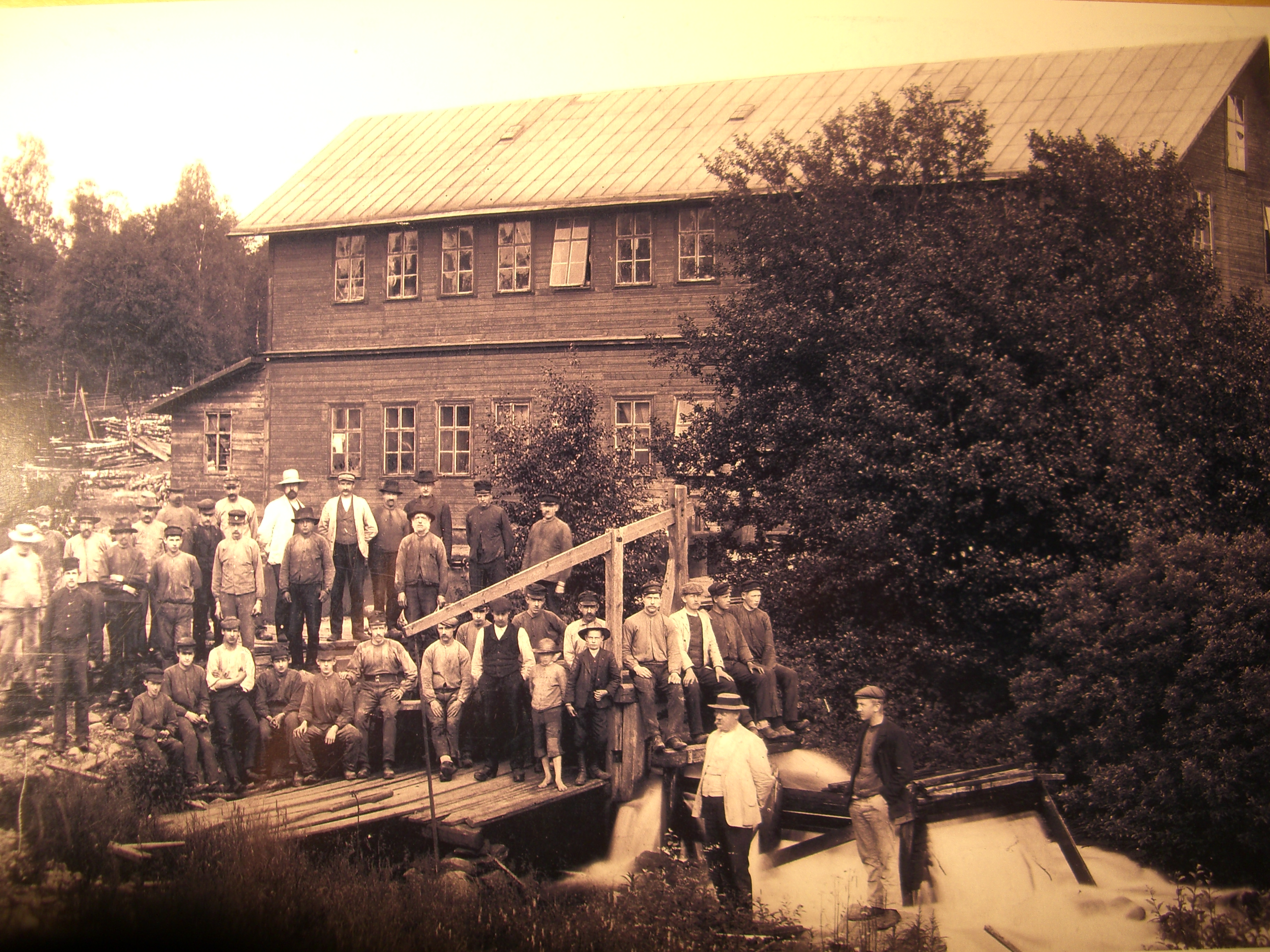
Hagafors Stolfabrik 1906, J.W.Thunander med sonen Hans och fabriksarbetarna

Pinnstol är en stol, som är på ett eller annat sätt sammansatt av svarvade, eller i enklare fall, tillyxade pinnar.
Senast under början av 1700-talet började stolar med en tjock träsits med sittvänlig form och infästa svarvade pinnar till ben och ryggstöd tillverkas i sydöstra England. Enligt tradition har pinnstolen sju pinnar i ryggen och fyra pinnar till ben. De fick så småningom namnet windsorstol, eventuellt efter staden Windsor, som var en handelsplats för leverans av stolar till London.
Stolen blev populär i de engelska kolonierna i Nordamerika från en bit in på 1700-talet och tillverkades där i olika former. Stolar från Philadelphia blev till exempel kända för en rak avslutning på ryggspjälorna, medan de från New York blev kända för en böjd avslutning som gled över i armstöd.
Det blev de lite bondska amerikanska varianterna av windsorstol som kom att bli inspirationskälla till de svenska pinnstolarna.

## Pinnstolar i Sverige
Windsorstolarna blev aldrig populära i Sverige. Nordiska museet har en i mahogny med utsvängda empireben från 1790-talet, tillverkad av en okänd stolsmakare i Stockholm. Näs herrgård i Uppland har en liknande stol i björk tillverkad av Stockholmsstolmakaren Johan Erik Höglander, där benen dock inte är svarvade och intappade. Utöver dessa finns endast några få stolar i privat ägo av okänd härkomst i Sverige.
I Norge har dock stolar av windsortyp varit vanligare, och i vissa mot Norge angränsande landskap, främst Härjedalen men även enstaka exemplar i Dalarna och Västmanland har enklare allmogestolar av windsortyp förekommit under första halvan av 1800-talet.
Henriette Killander på Hooks herrgård i Småland lät någon gång på 1850-talet den lokale snickaren Daniel Ljungqvist på gården Lunden i Svenarums socken göra några stolar i björk efter avritning av en nordamerikansk windsorstol. Den hade sju pinnar i toppstycket och sju pinnar i underredet. Han startade sedan tillverkning av pinnstolar på gården och fick snart många efterföljare i Småland – Johan Wilhelm Thunander, bördig från Storeskog i Vrigstad, Frans Ståhl och Otto Karlsson-Kraft startade i början av 1860-talet tillverkning av stolar liknande Ljungqvists.
En av de första fabrikerna blev 1863 Hagafors Stolfabrik i Hagafors, grundad på gården Harkeryd i Svenarums socken. En annan tillverkare var Per Johan Andersson från Hylletofta, som 1870 startade tillverkning av monteringsfärdiga stolar med trampsvarv i Kvarngården i Svenarums socken, år 1876 flyttad till Malmbäck och mekaniserad med en lokomobil och bandsåg och kaptrissa, och 1882 flyttad till en nyuppförd fabriksbyggnad i Åker i Nässjö. Företaget blev 1906 aktiebolaget Nässjö Stolfabrik AB.
Under 1870-talet startade också smeden Axel Hägg pinnstolstillverkning i Bodafors i det som senare blev AB Svenska Möbelfabrikerna i Bodafors.
Under slutet av 1800-talet minskade de klassiska pinnstolarna i popularitet, och försvann nästan helt fram till sekelskiftet. Stolar i nystilar blev populära och importerade och lokalt producerade wienerstolar och pinnstolarna lånade influenser från dessa. Vid Nässjö Stolfabrik tog man fram 1888 års modell, en så kallad fanérsitsstol eller ramstol, med sits i perforerad plywood. Modellen kom att bli populär fram i caféer och samlingslokaler fram till andra världskriget. Runt 1965 började åter intresset för de äldre pinnstolsmodellerna att väckas till liv och vid flera fabriker återupptogs produktionen.
AB Edsbyverken grundades 1899. Att producera möbler har ända sen företagsstarten varit den huvudsakliga verksamheten, även om Edsbyverken även producerat skidor. En av de mest kända pinnstolarna som lämnat fabriken är pinnstolen Fanett.
Hagshults Pinnstolsfabrik låg i Gräshult, Vaggeryd kommun. Fabriken startade 1947 i Boda men förflyttades sedan därifrån till Gräshult. Fabriken är också känd under namnet Ottosson & Karlssons Pinnstolsfabrik. 
Pinnstolen har haft olika popularitet under olika epoker. Mot slutet av 1800-talet blev det en populär exportvara framför allt till Storbritannien. Efter en tid av lågt intresse, blev den populär i svensk inredningsmode igen på 1940-talet, då bland annat den av Carl Malmsten ritade pinnstolen Lilla Åland kom i produktion från 1942 hos Stolfabriks AB i Smålandsstenar.

## Pinnstolsmuseet i Nässjö
År 1982 skänkte disponent Björn Stålsmeden på Nässjö Stolfabrik en större stolsamling på 100-150 stolar till Nässjö kommun. Den har visats av en förening i Pinnstolsmuseet i den tidigare fabrikslokalen i stadsdelen Åker i Nässjö. Sedan 2015 är dock utställningen magasinerad och hyreskontraktet för lokalen uppsagt.